# Wolfgang J. Mommsen
Pour les articles homonymes, voir Mommsen.
Wolfgang Justin Mommsen, né le 5 novembre 1930 à Marbourg et mort le 11 août 2004 à Bansin, est un historien allemand.

## Biographie
Wolfgang J. Mommsen est le fils de Wilhelm Mommsen, le frère jumeau de l'historien Hans Mommsen, et l'arrière-petit-fils du spécialiste d'histoire romaine Theodor Mommsen.

## Œuvres
- Fischer Weltgeschichte, Bd. 28: Das Zeitalter des Imperialismus. Frankfurt a. M. 1969,  (ISBN 3-436-01216-5)
- Imperialismustheorien. 3. Aufl. Göttingen 1987,  (ISBN 3-525-33533-4)
- Nation und Geschichte. Über die Deutschen und die deutsche Frage. München 1990,  (ISBN 3-492-11115-7)
- Der autoritäre Nationalstaat. Verfassung, Kultur und Gesellschaft im Deutschen Kaiserreich. Frankfurt a. M. 1992,  (ISBN 3-596-10525-0)
- Das Ringen um den nationalen Staat. Die Gründung und der innere Ausbau des Deutschen Reiches unter Otto von Bismarck 1850 bis 1890. Berlin 1993,  (ISBN 3-549-05817-9)
- Grossmachtstellung und Weltpolitik 1870–1914. Die Außenpolitik des Deutschen Reiches. Berlin 1993,  (ISBN 3-548-33169-6)
- Bürgerliche Kultur und künstlerische Avantgarde 1870–1918. Kultur und Politik im deutschen Kaiserreich. Berlin 1994,  (ISBN 3-548-33168-8)
- Bürgerstolz und Weltmachtstreben. Deutschland unter Wilhelm II. 1890 bis 1918. Berlin 1995,  (ISBN 3-549-05820-9)
- Imperial Germany 1867–1918. Politics, Culture, and Society in an authoritarian State. London et al. 1995,  (ISBN 0-340-59360-1)
- 1848. Die ungewollte Revolution. Die revolutionären Bewegungen in Europa 1830–1849. Frankfurt a. M. 1998,  (ISBN 3-10-050606-5)
- Max Weber und die deutsche Revolution 1918/19. Heidelberg 1998,  (ISBN 3-928880-17-9)
- als Herausgeber: Die ungleichen Partner. Deutsch-britische Beziehungen im 19. und 20. Jahrhundert. Stuttgart 1999,  (ISBN 3-421-05287-5)
- Bürgerliche Kultur und politische Ordnung. Künstler, Schriftsteller und Intellektuelle in der deutschen Geschichte 1830–1933. Frankfurt a. M. 2000,  (ISBN 3-596-14951-7)
- Der große Krieg und die Historiker. Neue Wege der Geschichtsschreibung über den Ersten Weltkrieg. Essen 2002,  (ISBN 3-89861-098-5)
- Max Weber und die deutsche Politik 1890–1920. 3. Aufl. Tübingen 2003,  (ISBN 3-16-148480-0)
- Die Urkatastrophe Deutschlands. Der erste Weltkrieg 1914–1918. (Gebhardt: Handbuch der deutschen Geschichte. Bd. 17), Stuttgart 2004,  (ISBN 3-608-60017-5)
- Der Erste Weltkrieg. Anfang vom Ende des bürgerlichen Zeitalters. Frankfurt a. M. 2004,  (ISBN 3-596-15773-0)
- War der Kaiser an allem schuld? Wilhelm II. und die preußisch-deutschen Machteliten. Berlin 2005,  (ISBN 3-548-36765-8)